# František Tručka
František Tručka (7. ledna 1911 Dolní Dubňany – ?) byl český malíř a ilustrátor.

## Život
František Tručka studoval nejprve na Střední škole uměleckých řemesel v Brně a pak v letech 1932–1935 na Uměleckoprůmyslové škole v Praze. Je autorem knižních ilustrací, zejména dětských knih.

## Z knižních ilustrací
- Nikolaj Kornějevič Čukovskij: Čtyři kapitáni (1959), resp. Pod plachtami kolem světa (1985).
- Eleonóra Gašparová: Stopa na asfaltě (1966).
- Susanna Michajlovna Georgijevská: Vojenský nožík (1951).
- Jozef Horák: Pionýrské srdce (1955).
- Jaroslav Janouch: Plachty nad oceánem (1967).
- Alois Bohumil Kohout: Dědečkův rok (1946).
- Václav Netušil: Naše stromy (1959).
- Ondřej Pálka: Naše keře (1966).
- Jaroslav Marcha:  Besedy s klukem Smoleňou (1940).
- Jan Pilař: Smrt Orfeova (1940).
- Jura Sosnar: Jurášek (1955).
- Ludvík Souček: Malí rytíři velkých měst (1968).
- Vladimír Stuchl: Vlaštovky se vrátily (1957).
- Vladimír Stuchl: Záhon hrášku (1950).
- Antonín Šrámek: Chlapec Huška (1946).
- Antonín Jaroslav Urban: Hoši s plnovousem (1957).
- Antonín Jaroslav Urban: Plavčík Karel (1961).
- Jindřich Zpěvák: Říkanky o stromech (1953).